# Hany Ramzy
Hany Guda Ramzy (in arabo هانى رمزى‎?; Il Cairo, 10 marzo 1969) è un allenatore di calcio ed ex calciatore egiziano, di ruolo difensore.

## Carriera
Con la Nazionale egiziana ha partecipato ai Mondiali 1990. Ha inoltre giocato 5 edizioni consecutive della Coppa d'Africa (1994, 1996, 1998, 2000 e 2002), record per un giocatore egiziano.

## Palmarès

### Club

#### Competizioni nazionali
- Campionato egiziano: 1

Al-Ahly: 1988-1989
- Coppa d'Egitto: 1

Al-Ahly: 1988-1989
- Supercoppa di Germania: 1

Werder Brema: 1994

#### Competizioni internazionali
- Coppa dei Campioni afro-asiatica: 1

Al-Ahly: 1988

### Nazionale
- Coppa araba FIFA: 1

1992
- Coppa d'Africa: 1

1998